# Agrostis paniculata
Agrostis paniculata é uma espécie de gramínea do gênero Agrostis, pertencente à família Poaceae.